# Джокер (Расширенная вселенная DC)
Джо́кер (англ. Joker) — персонаж Расширенной вселенной DC (DCEU), основанный на одноимённом суперзлодее DC Comics. Его сыграл Джаред Лето. Адаптирован режиссёром Дэвидом Эйером и исполнительным продюсером Заком Снайдером для «Отряда самоубийц» (2016), а затем вернулся с радикальным редизайном в «Лиге справедливости Зака Снайдера» (2021). Как и в комиксах, Джокер — преступник-психопат из Готэм-Сити и заклятый враг супергероя Бэтмена, который также является возлюбленным Харли Квинн.
Появление в Расширенной вселенной DC является четвёртым разом, когда Джокера адаптировали для кино, а Лето стал первым актёром, сыгравшим персонажа более чем в одном фильме. Ранее Сизар Ромеро сыграл Джокера дважды — в телесериале «Бэтмен» (1966—1968) и фильме «Бэтмен» (1966). А позже Хоакин Феникс стал последним актёром, сыгравшим Джокера более чем в одном фильме («Джокер» и «Джокер: Безумие на двоих»).

## Создание образа

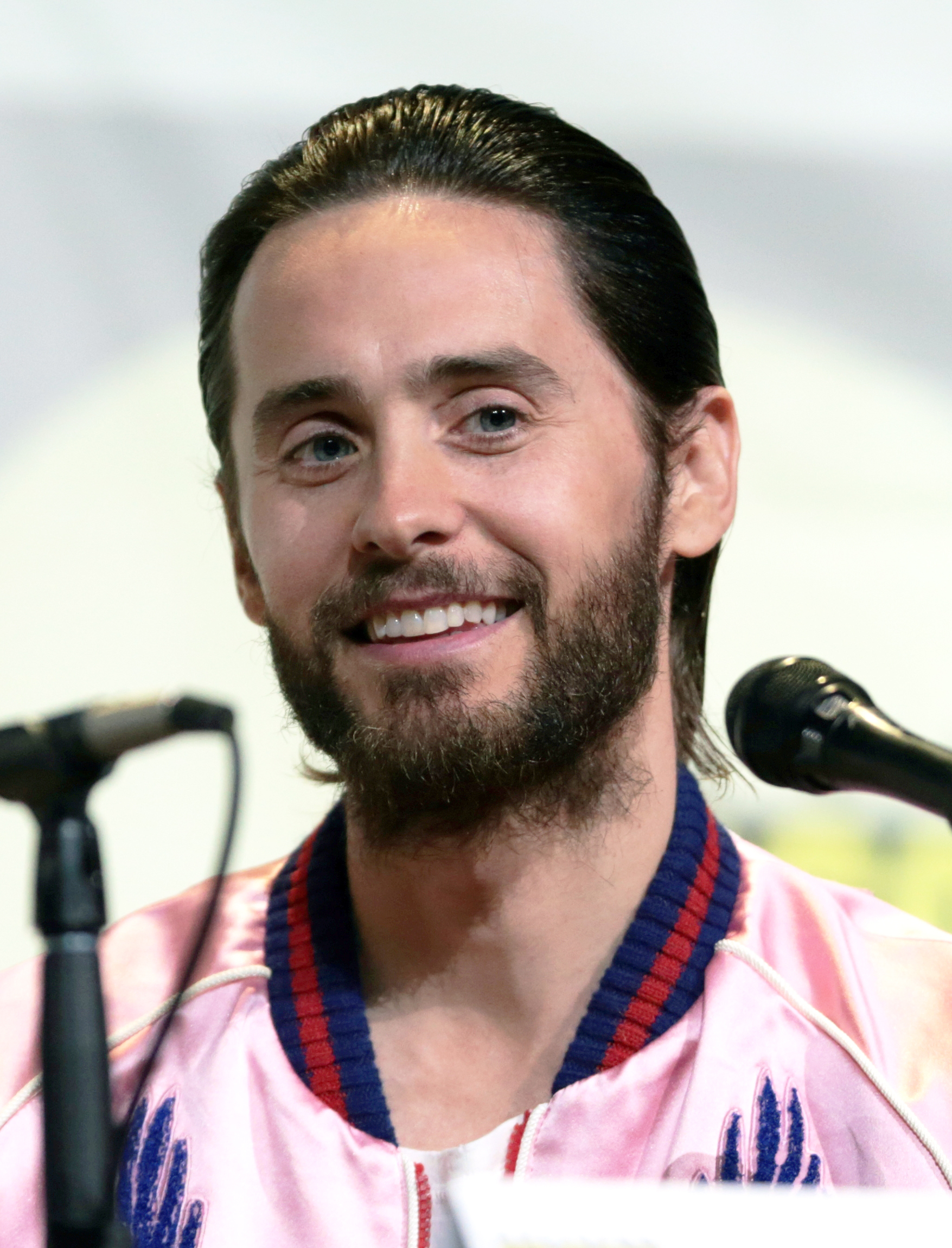
Джаред Лето, сыгравший Джокера в Расширенной вселенной DC, на San Diego Comic Con 2016

Зак Снайдер сообщил, что изначально планировалось, чтобы Джокер дебютировал в Расширенной вселенной DC в фильме «Бэтмен против Супермена: На заре справедливости» (2016) вместе с Загадочником, но в конечном итоге оба персонажа были вырезаны из фильма.
Лауреат премии «Оскар», актёр Джаред Лето, был выбран на роль Джокера в фильме «Отряд самоубийц» 2016 года от режиссёра Дэвида Эйера. Лето назвал свою роль «почти шекспировской» и отметил «прекрасное несчастье своего персонажа»; об изображении злодея он заявил: «Я довольно глубоко проникся. Но это была уникальная возможность, и я не мог представить, что смогу сделать это по-другому. Было весело играть в эти психологические игры. Но иногда это было болезненно». При подготовке к роли Лето использовал метод, аналогичный подготовке Леджера к своему выступлению; он проводил время в одиночестве. Актёр полагал, что «Джокер может быть намного старше, чем думают люди», и читал литературу о шаманизме. На внешний вид персонажа повлияла работа Алехандро Ходоровски. Татуировки Джокера придумал Эйер, который посчитал, что это придало персонажу модернизированный гангстерский вид. Лето также сбрил брови для роли.
Виола Дэвис, сыгравшая Аманду Уоллер, заявила в интервью, что на ранних этапах съёмок у Лето был «приспешник», оставивший дохлую свинью на столе в репетиционной комнате, что обеспокоило её; пока актриса «отходила от этого», она использовала инцидент, чтобы мотивировать своё выступление. Также она говорила, что Лето подарил Марго Робби, сыгравшей Харли Квинн, живую чёрную крысу в коробке. Дэвис сказала, что Робби «закричала, но потом оставила её себе». Другие «подарки в стиле Джокера» актёрам были: боеприпасы, которые Лето подарил Смиту; использованные презервативы, анальные шарики и видео с Лето в образе, показанном всем, которое «взорвало им мозг» — по словам актёра Адама Бича. Позже Лето прокомментировал свои выходки, сказав, что, несмотря на то, что «всех напугал», цель заключалась в том, чтобы «внушить хаос и безумие на съёмочной площадке».
Из-за сложного производства фильма, как и в «Лиге справедливости», многие сцены с Лето в конечном итоге были исключены из окончательной версии фильма, хотя он широко появляется в дополнительных кадрах, добавленных в расширенную версию фильма. Лето был расстроен удалением своей работы; он считал, что это был «достаточный материал для целого фильма».
В «Хищных птицах» неуказанный в титрах дублёр изображает Джокера. Лето не появился в картине предположительно из-за своей роли в фильме «Морбиус» и выхода «Джокера» с Хоакином Фениксом в главной роли.
После того, как «Лига справедливости» Зака Снайдера получила зелёный свет, Джокер Лето был добавлен в историю, несмотря на то, что не планировался появляться в оригинальной театральной версии. Он был переработан для Снайдерката. Это делает Лето первым актёром, сыгравшим Джокера в двух фильмах. Он присоединился к проекту для дополнительных съёмок в октябре 2020 года.

## Биография персонажа

### Противостояние Бэтмену и спасение Харли Квинн
Джокер манипулирует психиатром Харлин Квинзель, чтобы она влюбилась в него во время его пребывания в качестве пациента в лечебнице Аркхем. В конечном итоге он убеждает её освободить его и ударяет электрическим током, а затем отвозит в Ace Chemicals. Квинзель добровольно окунается в химический раствор, который сделал Джокера тем, кем он является, и у Харлин отбеливается кожа. Она становится Харли Квинн.
Некоторое время спустя Джокер убивает напарника Бэтмена, Робина, вместе с Квинн, хотя в конечном итоге её задерживают и заставляют присоединиться к правительственной оперативной группе Аманды Уоллер.
В 2016 году Джокер пытает одного из офицеров службы безопасности Уоллер, чтобы узнать местонахождение предприятия, где производятся нано-взрывчатые вещества, используемые в качестве рычага давления на преступников, и угрожает одному учёному, чтобы он обезвредил бомбу, имплантированную в шею Квинн. После Джокер и его люди спасают Харли на вертолёте во время миссии оперативной группы в Мидвэй-Сити. Вертолёт подбивают, и Квинн выпрыгивает из него. Джокер выживает и через определённое время врывается в тюрьму Белль-Рив со своей бандой, чтобы освободить Харли.

#### Более поздняя жизнь
К 2020 году Джокер и Квинн расстались. Отсутствие Джокера в жизни Харли заставляет её приспосабливаться и выживать без его защиты.

### В постапокалиптической реальности
В постапокалиптической реальности Джокер является членом повстанческого движения, возглавляемого Бэтменом. Когда повстанцы пробираются в разрушенный город, Бэтмен и Джокер вступают в спор. При этом Джокер насмехается над Бэтменом по поводу смерти его родителей и Робина, а Бэтмен рассказывает, что Квинн мертва и что он пообещал ей «медленно убить» Джокера. Повстанцам противостоит Супермен.

## В других медиа
Лето появляется в образе Джокера вместе со Скриллексом и Риком Россом в видеоклипе на сингл «Purple Lamborghini», который был выпущен в официальном альбоме саундтрека для «Отряда самоубийц».

## Критика и наследие
Говоря о его целях, не совсем очевидно, чего хочет Джокер в DCEU. Большинство его появлений было связано с Харли Квинн, с которой он хотел поддерживать какие-то отношения. Прозвище «Клоун-принц преступного мира» тоже, кажется, ему дорого. В конце концов, он скорее главарь мафии, чем откровенный суперзлодей. Его цели могут быть финансовыми, а не идеологическими схемами, которые часто замышляет персонаж. Джокеру, возможно, придётся стать ключевым антагонистом, прежде чем его желания полностью раскроются.
Критики хвалили выступление Лето в роли Джокера в «Отряде самоубийц», но было отмечено, что оно «потрачено впустую» из-за ограниченного экранного времени. Вдобавок к этому было то, что, хотя итерация персонажа Лето считалась интригующей, в фильме, по-видимому, были пропущены важные кадры, которые конкретизировали бы его героя. Кристофер Орр из The Atlantic описал выступление Лето как «лайт-версию Леджера» и «супер-камео», неблагоприятно сравнив эту итерацию с предыдущими Джокерами Джека Николсона и Хита Леджера. По словам Билли Гивенса из We Got This Covered, некоторым фанатам не понравилось переосмысление персонажа как «психотического романтика, больше озабоченного тем, чтобы быть крутым, нежели чем сеять свой обычный хаос», который отказался от «яркой одежды, ставшей ассоциацией со злодеем, ради гангстерской эстетики в стиле нуар». Тем не менее, Марк Хэмилл, который озвучивал Джокера в различных проектах DC, сказал, что ему «понравился» подход Лето к персонажу, отметив, что каждая интерпретация Джокера должна быть разной в зависимости от рассказываемой истории.
За роль Джокера Лето был номинирован на премию «Золотая малина», на Jupiter Award за лучшую международную мужскую роль и на MTV Movie Award за лучшего злодея.
Включение Джокера в трейлер «Лиги справедливости» Зака Снайдера, в дополнение к просочившимся кадрам его изменённой внешности, было встречено более тепло, чем его появление в «Отряде самоубийц». Также отмечалась его фраза «мы живём в обществе».
Брайан Рабадо из Comic Book Resources рассмотрел 5 самых больших ошибок Джокера из Расширенной вселенной DC и на 1 место поставил то, что он никогда не давал Харли Квинн той жизни, которую она хотела.